# Terry Nation
Terry Nation (Cardiff, 8 agosto 1930 – Los Angeles, 9 marzo 1997) è stato uno sceneggiatore gallese.
È noto per il suo lavoro su fiction televisive di genere fantascientifico, in particolare sulla serie Doctor Who, per cui ha creato i personaggi ricorrenti dei Dalek, e per la creazione di serie televisive quali I sopravvissuti (Survivors, da cui ha tratto un romanzo omonimo nel 1976) e Blake's 7.